# MR (restaurant)
 For alternative betydninger, se MR. (Se også artikler, som begynder med MR)
MR var en dansk restaurant, beliggende på Kultorvet i København. Den var i fire år tildelt én stjerne i Michelinguiden. Den eksisterede fra 2005 til 2010, og var blandt andre ejet af kokken Mads Refslund.

## Historie
På adressen Kultorvet 5 i Indre By åbnede mesterkokken Mads Refslund i maj 2005 restauranten på 390 m2 i tre etager, i lokaler hvor restauranten La Petite Bourgogne før var beliggende. Refslund kom fra en stilling som køkkenchef på Restaurant Kokkeriet, ligesom han i 2003 var køkkenchef sammen med René Redzepi, da Noma åbnede på Christianshavn.
Kort tid efter åbningen af restauranten, fik den flere top-anmeldelser af de anerkendte madanmeldere. Restauranten blev i marts 2007 for første gang tildelt én stjerne i Michelinguiden. MR formåede at beholde stjernen i både 2008 og 2009.
Få uger efter at MR for tredje gange havde modtaget en Michelin-stjerne, meddelte Mads Refslund den 1. april 2009 at restauranten var lukket, og selskabet bag havde indgivet konkursbegæring til Skifteretten. Det lykkedes for Refslund hurtigt at etablere et nyt selskab som kunne drive stedet videre, og MR kunne beholde sin stjerne i den berømte guide. MR genåbnede i juni som en fiskerestaurant.
I marts 2010 var der stor spænding om Mads Refslund kunne beholde sin stjerne i Michelinguiden, efter at restauranten havde været lukket og derefter genåbnet med ny madstil. I midten af måneden meddelte den franske guide, at MR for fjerde år i træk var tildelt én stjerne. Knap to måneder efter lukkede restauranten igen på Kultorvet, da der ikke kunne skabes nok indtjening til at betale huslejen på 49.000 kr. om måneden. Refslund udtalte at MR ville genopstå senere på året i andre lokaler, men i august 2010 gik Refslunds anpartsselskab konkurs, og restaurant MR genopstod ikke. Selv fortsatte Mads Refslund karrieren i New York.